# District de Saint-Jean-de-Maurienne
Le district de Saint-Jean-de-Maurienne est une ancienne division territoriale française du département du Mont-Blanc de 1792 à 1795.

## Géographie
Le district reprend en partie la vallée de la Maurienne.

## Organisation
Le district est composé de 11 cantons, rassemblant 70 communes.
Il était composé des cantons de Saint Jean de Maurienne, Aiguebelle, Argentine, la Chambre, Cuines, Foncouverte, Lanslebourg, Modane, Pas du Roch, Solliéres et Valloire.